# Spinat
Der Echte Spinat (Spinacia oleracea), auch Gemüsespinat, Gartenspinat oder kurz Spinat genannt, ist eine Pflanzenart aus der Gattung Spinat (Spinacia) innerhalb der Familie der Fuchsschwanzgewächse (Amaranthaceae, enthält die früheren Chenopodiaceae). Diese Kulturform entstand wohl in Südwestasien und wird hauptsächlich als Blattgemüse verwendet.

## Beschreibung

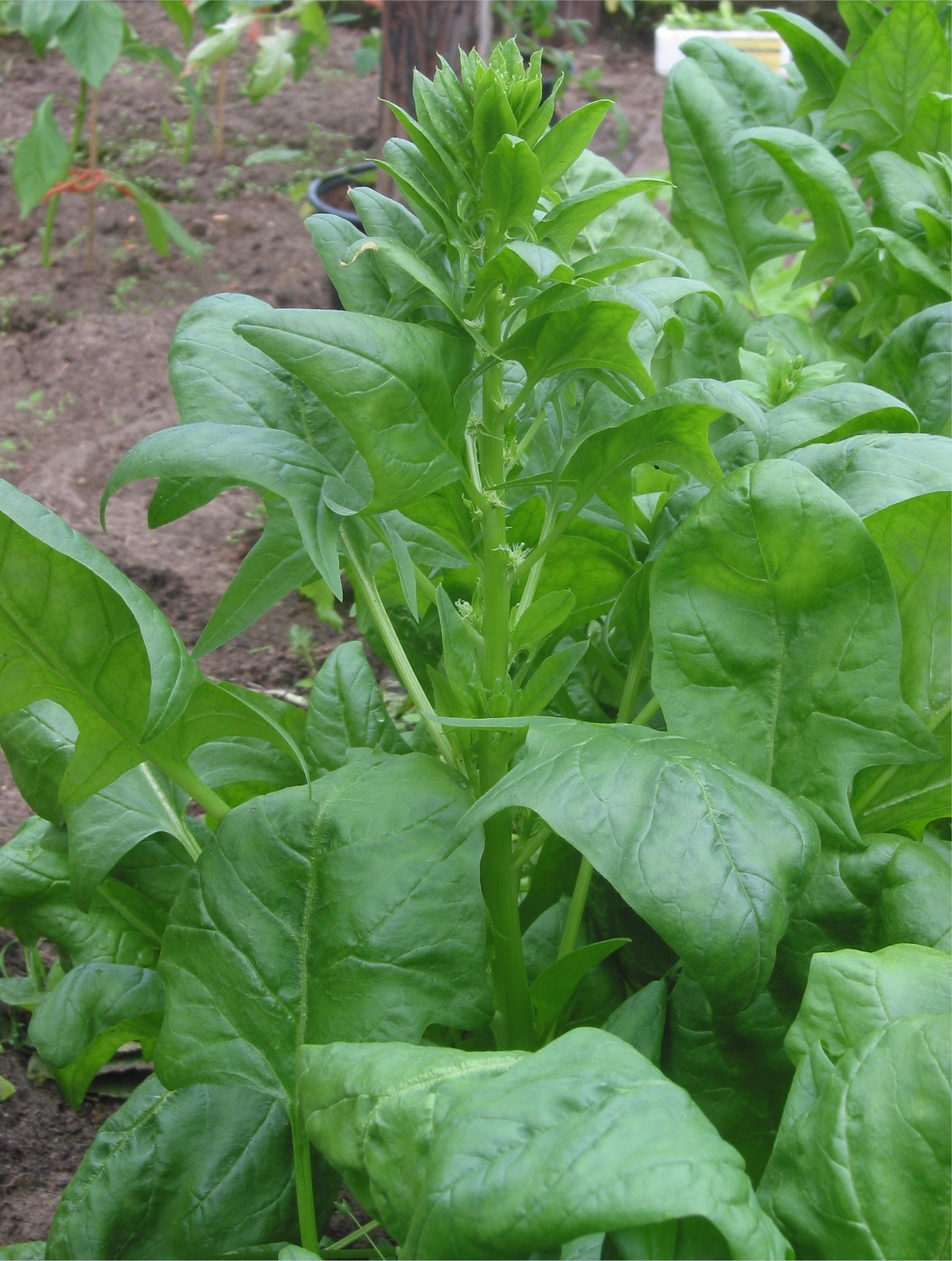
Habitus und wechselständige, gestielte Laubblätter einer weiblichen Spinat-Pflanze

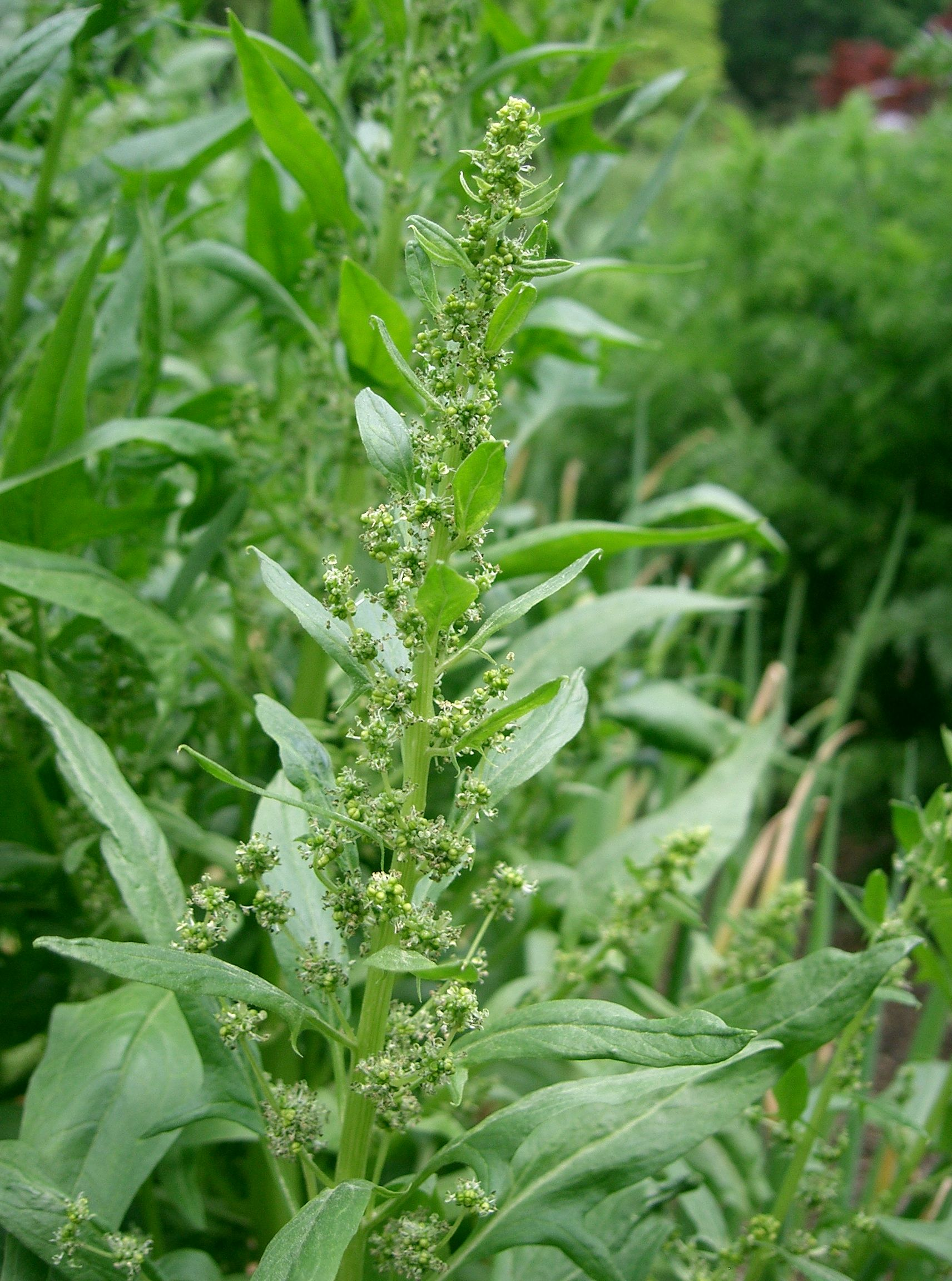
Habitus

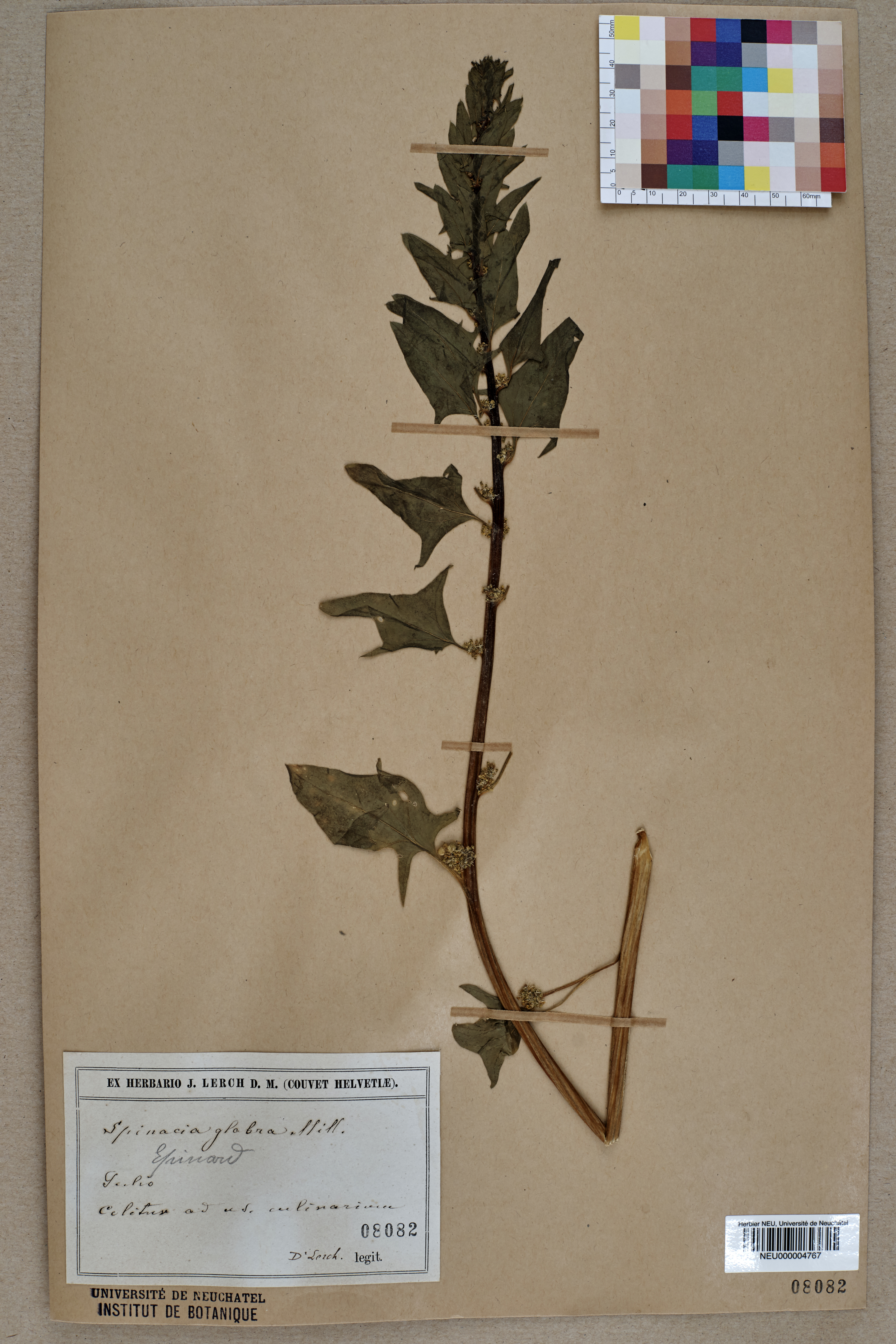
Herbarexemplar

### Vegetative Merkmale
Spinat ist eine einjährige krautige Pflanze. Die rötliche, selten weiße Wurzel ist konisch. Die Oberfläche der Pflanzenteile ist meist kahl. Der aufrechte, gelblich- bis blassgrüne Stängel ist bei einer Wuchshöhe von 50 bis 100 Zentimetern nicht oder nur schwach verzweigt.
Die lang gestielten Laubblätter sind anfangs rosettig, später wechselständig am Stängel angeordnet, bei weiblichen Pflanzen bis zur Stängelspitze und bei männlichen Pflanzen vorwiegend basal. Ihre flache, leicht fleischige und zwischen den Blattrippen gewölbte, hellgrüne Blattspreite ist bei einer Länge bis 12 Zentimetern eiförmig bis dreieckig-spießförmig, ganzrandig oder mit einem Paar lanzettlicher Seitenlappen. Die oberen Blätter sind kleiner, kürzer gestielt bis sitzend und meist ganzrandig.

### Blütenstand und Blüte
Spinat gehört zu den Langtagpflanzen und geht von Juni bis September bei schwacher Rosettenbildung schnell zur Blütenbildung über. Spinat ist zweihäusig getrenntgeschlechtig (diözisch), nur ausnahmsweise einhäusig (monözisch), selten kommen auch einige zwittrige Blüten vor. Bei neueren Sorten sind die Blüten oft zwittrig. Die Blüten sind meist vier- oder selten fünfzählig. Männliche Blüten stehen in knäueligen Teilblütenständen in unterbrochenen endständigen, scheinährigen Gesamtblütenständen. Die männlichen Blüten besitzen eine Blütenhülle aus vier (selten fünf) grünen ganzrandigen Tepalen und vier oder selten fünf aus der Blütenhülle herausragenden Staubblättern mit abgeflachten Staubfäden und etwa 1 Millimeter langen Staubbeuteln. Die weiblichen Blüten stehen in blattachselständigen, knäueligen Blütenständen mit etwa zehn Blüten. Die weiblichen Blüten werden umgeben von zwei bis vier miteinander verbundenen und überdauernden Vorblättern, eine Blütenhülle fehlt. Einige Autoren interpretieren die Vorblätter als Blütenhülle. Die Anatomie der Vorblätter ist komplexer als bei den Melden (Atriplex). Der oberständige Fruchtknoten trägt vier oder fünf lange, fadenförmige Narben.

### Frucht und Samen
Zur Fruchtzeit verwachsen und verhärten die vergrößerten, rundlich-eiförmigen Vorblätter und umschließen die abgeflachte, etwa 2 bis 3 Millimeter große Frucht. Am Rand sind sie entweder glatt oder sie bilden hornartige, bis zu 6 Millimeter lange Anhängsel aus. Diese Anhängsel können im Fell von Tieren hängenbleiben und so zur Verbreitung der Frucht beitragen (Epizoochorie). Benachbarte Blüten verwachsen nie miteinander. Die häutige, braune Fruchtwand haftet dicht dem aufrechten Samen an. Der ringförmige Embryo umgibt das reichlich vorhandene, mehlige Nährgewebe.

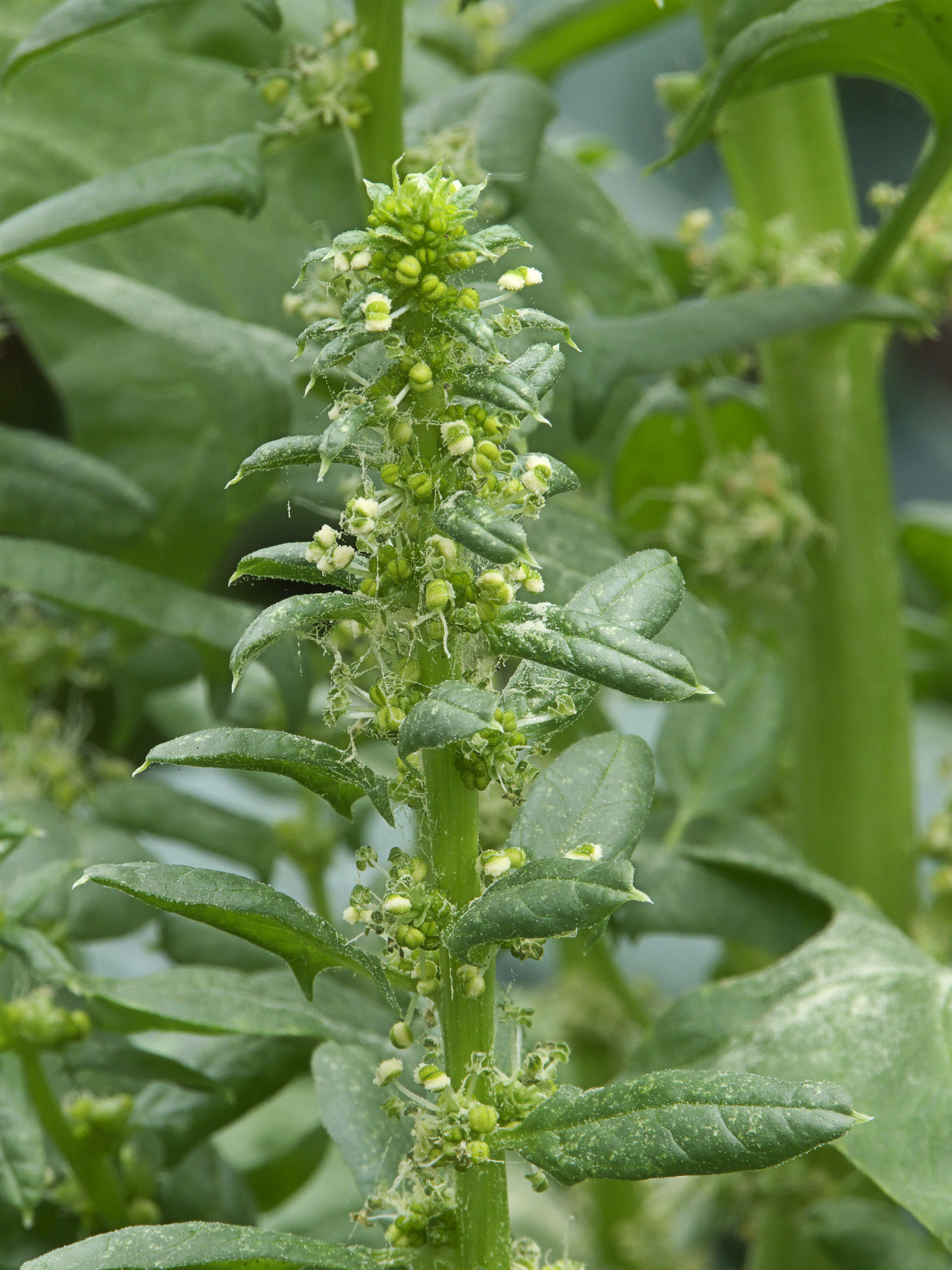
Ausschnitt eines Blütenstandes mit männlichen Blüten
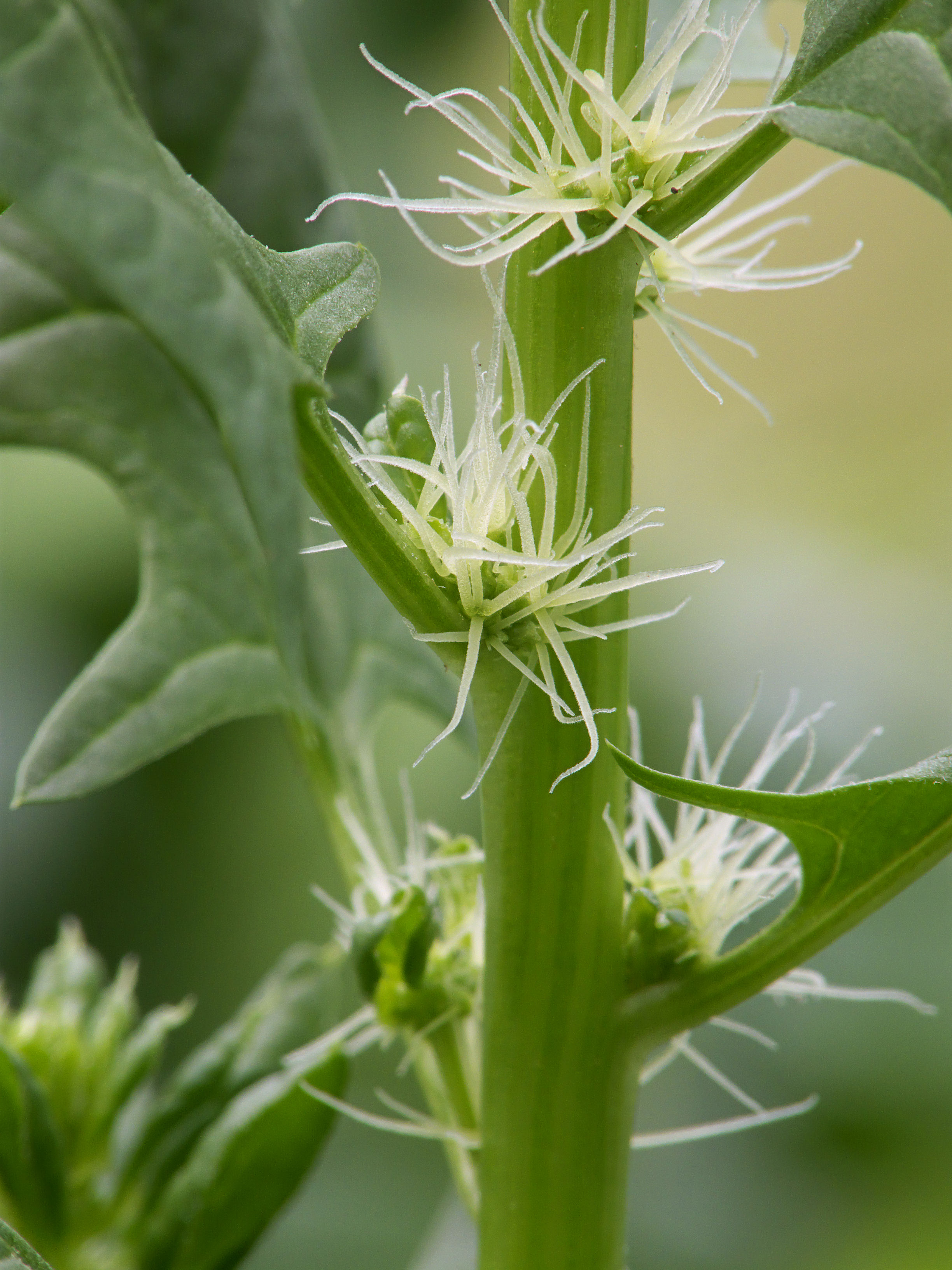
Ausschnitt eines Blütenstandes mit weiblichen Blüten
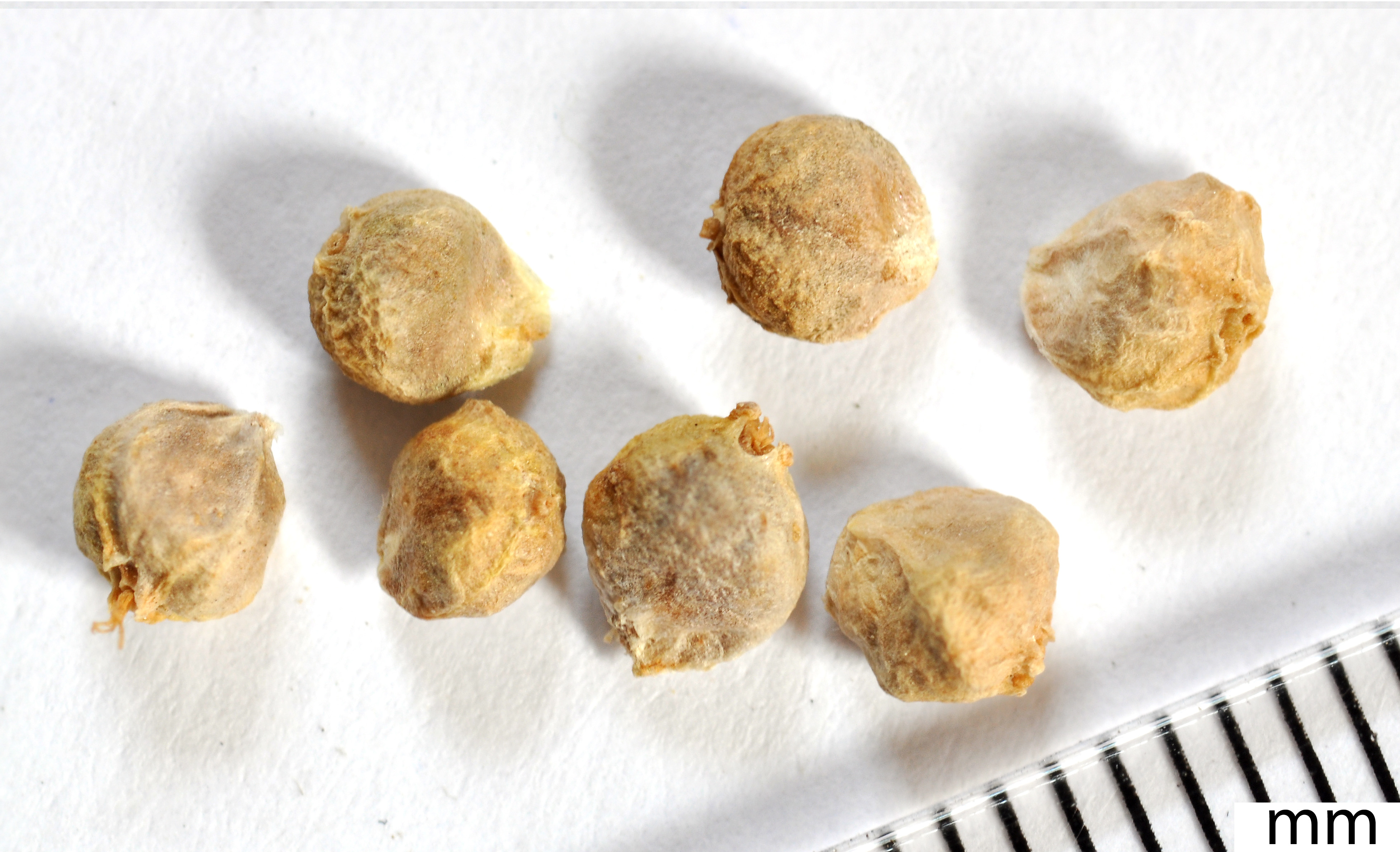
Runde Früchte der Spinatsorte ‘Monnopa’
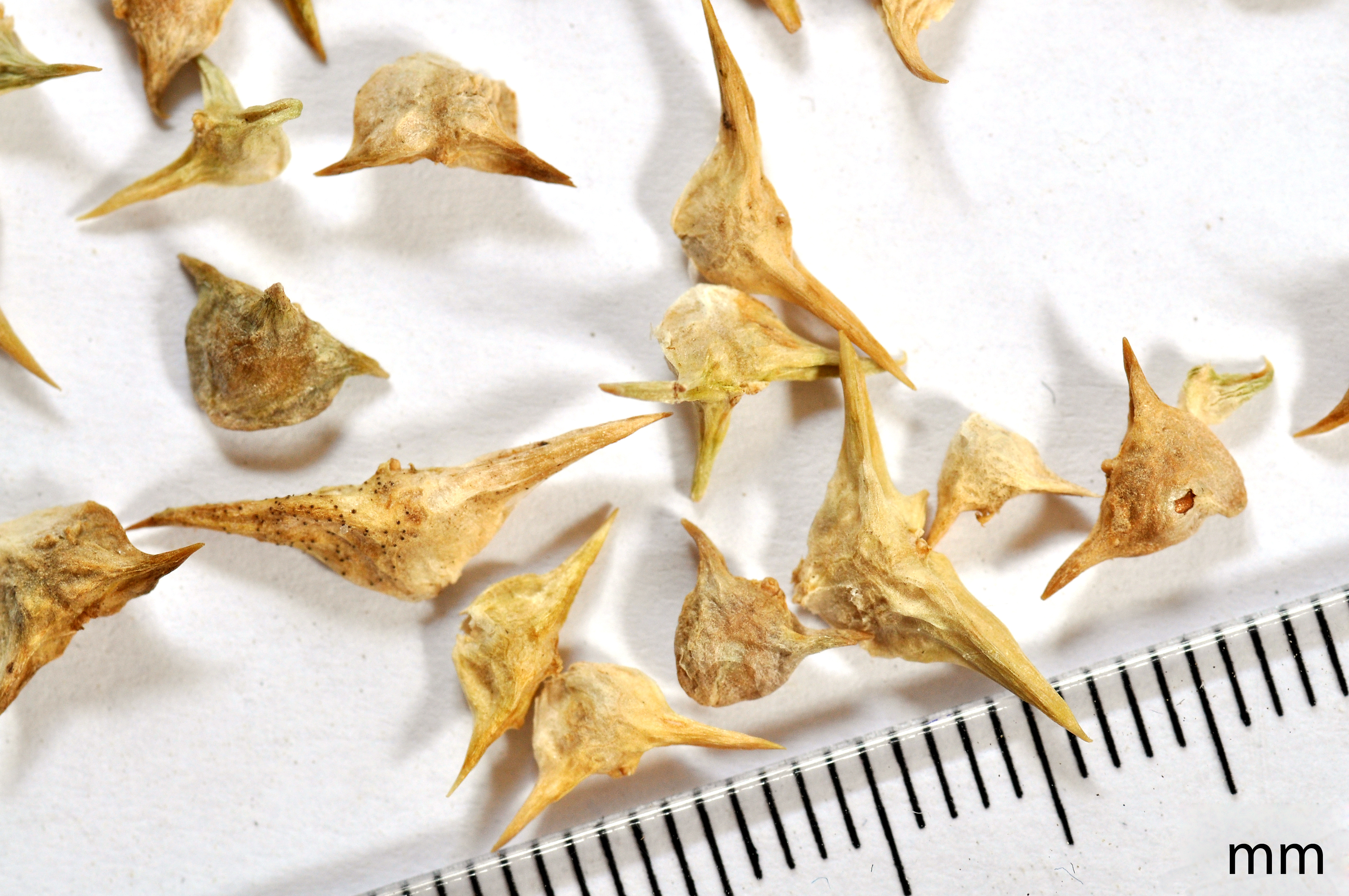
Gehörnte Früchte der Spinatsorte ‘Erste Ernte’

### Chromosomenzahl
Die Chromosomengrundzahl beträgt x = 6; es liegt Diploidie vor mit einer Chromosomenzahl von 2n = 12. Dies ist eine ungewöhnliche Zahl innerhalb der Chenopodioideae, die ansonsten meist eine Chromosomengrundzahl von x = 9 aufweisen.

### Photosyntheseweg
Spinat ist eine C3-Pflanze mit normaler Blattanatomie.

## Ökologie und Krankheiten
Spinacia oleracea wird von den Raupen zahlreicher Schmetterlingsarten als Nahrung genutzt. In der HOSTS-Datenbank existieren dazu 55 Einträge, beispielsweise Amerikanischer Webebär (Hyphantria cunea), der Spanner Scopula fibulata, der Bläuling Zizeeria knysna, zahlreiche Eulenfalter, darunter Agrotis und Spodoptera-Arten, zahlreiche Spilomelinae wie Herpetogramma bipunctalis und Spoladea recurvalis sowie die Kohlschabe (Plutella xylostella).
An den Blättern von Spinat fressen die Larven der Minierfliege Amauromyza flavifrons. Oft tritt ein starker Befall durch die Schwarze Bohnenlaus (Aphis fabae) auf. Auch die Meldenwanze Piesma maculatum saugt den Pflanzensaft.
Stängelälchen (Ditylenchus dipsaci) bewirken geschwollene oder missgebildete Blätter.
Blattflecken an Spinat werden durch die Schimmelpilz-Anamorphe Cladosporium variabile sowie durch die Schlauchpilz-Anamorphe Colletotrichum dematium f. spinaceae verursacht. Ein Falscher Mehltau Peronospora farinosa f.sp. spinaciae wurde in blassgelben Flecken auf den lebenden Blättern gefunden.
Das Gurkenmosaikvirus führt zu gelben, verkrüppelten Blättern.

## Vorkommen
Spinacia oleracea ist vermutlich in Südwestasien entstanden und im Mittelmeerraum seit der Antike eingebürgert. Als kultivierte Gemüsepflanze ist sie in Europa, Asien und Nordamerika weit verbreitet, manchmal kommt sie auch verwildert vor. Sie wächst in den gemäßigten und subtropischen Regionen bis zu einer Höhenlage von 1550 Meter (in Afghanistan). Die ökologischen Zeigerwerte nach Landolt et al. 2010 sind in der Schweiz: Feuchtezahl F = 3 (mäßig feucht), Lichtzahl L = 5 (sehr hell), Reaktionszahl R = 3 (schwach sauer bis neutral), Temperaturzahl T = 3+ (unter-montan und ober-kollin), Nährstoffzahl N = 4 (nährstoffreich), Kontinentalitätszahl K = 2 (subozeanisch).

## Systematik
Spinacia oleracea gehört zur Tribus Anserineae in der Unterfamilie Chenopodioideae (Gänsefußgewächse) innerhalb der Familie der Fuchsschwanzgewächse (Amaranthaceae).
Die Erstveröffentlichung von Spinacia oleracea erfolgte 1753 durch Carl von Linné in Species Plantarum, 2, S. 1027.
Synonyme für Spinacia oleracea L. sind Spinacia glabra Mill., Spinacia inermis Moench nom. illeg., Spinacia spinosa Moench nom. illeg., Spinacia oleracea subsp. glabra (Mill.) Cout. sowie Chenopodium oleraceum (L.) E.H.L.Krause.
Der wissenschaftliche Gattungsname Spinacia bezieht sich auf die dornigen Früchte (lateinisch „spina“ = Dorn, persisch „ispanakh“).

## Sorten
Von Spinat existieren etwa 50 Kultursorten. Sorten mit gehörnten Früchten gelten als ursprünglicher und kälteliebender, Sorten mit runden Früchten, die vermutlich an mehreren Orten unabhängig voneinander entstanden sind, gelten als fortentwickelter und toleranter gegen hohe Temperaturen. In der Türkei sind auch runde und gehörnte Früchte an derselben Pflanze gefunden worden.

## Herkunft und Geschichte
Eine Wildform von Spinacia oleracea ist nicht bekannt. Vermutlich entstand diese Kulturform in Südwestasien aus den beiden wilden Spinat-Arten Spinacia tetrandra Steven ex M.Bieb. und Spinacia turkestanica Iljin. Spinacia turkestanica Iljin wird von manchen Autoren auch als Unterart Spinacia oleracea subsp. turkestanica (Iljin) Del Guacchio & P.Caputo zu Spinacia oleracea gestellt. Diese Neukombination wurde 2022 veröffentlicht. Als Ursprungsgebiet kommt das Gebiet zwischen Iran, Afghanistan und Kasachstan in Frage.

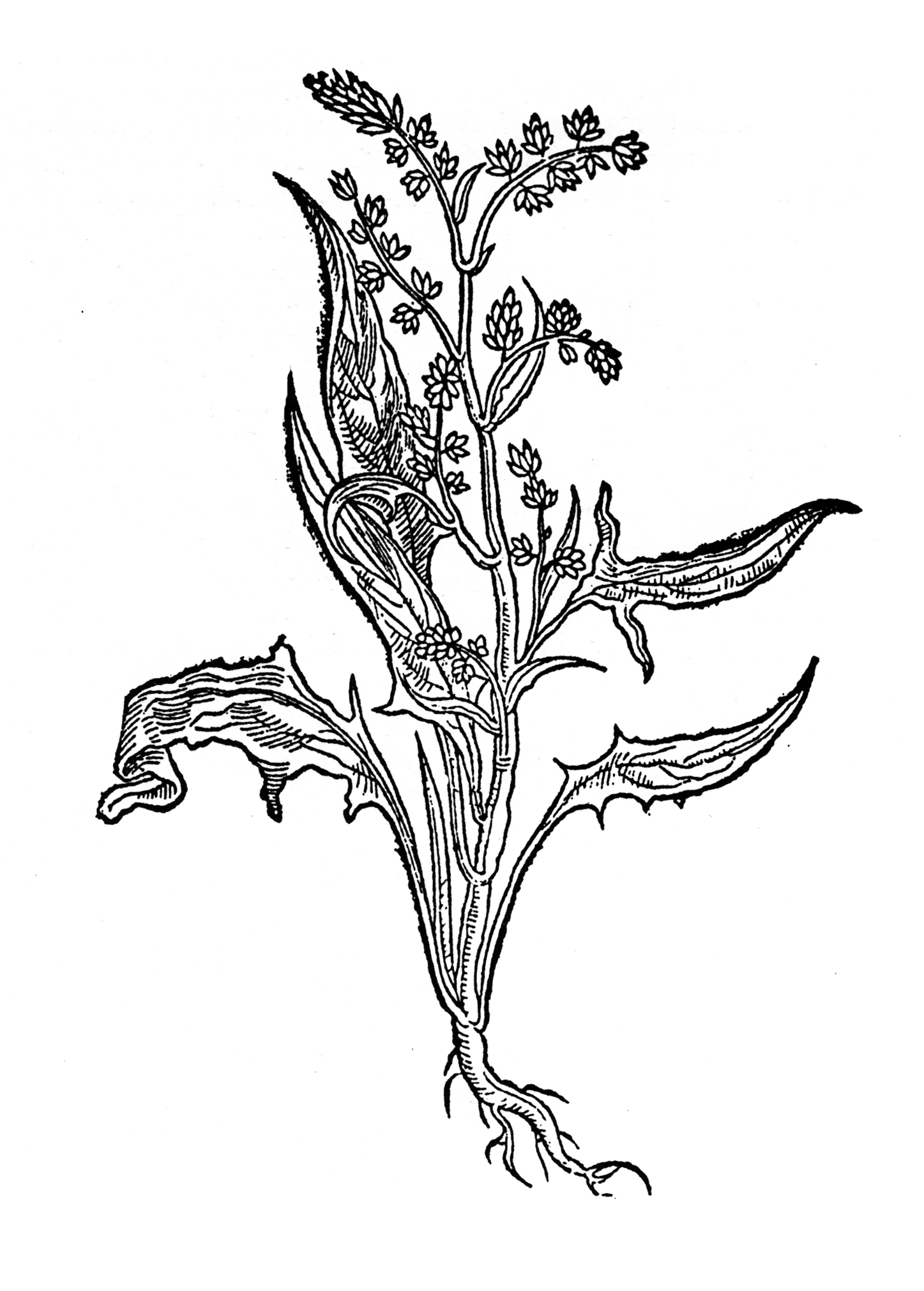
Gart der Gesundkeit, Kapitel 364: Spinachia – benetz, asperach

Ein Vorläufer des in Mitteleuropa bekannten Spinats war vermutlich in Persien als „ispanāğ“ kultiviert worden und wurde von den Arabern als „isbanāh“ nach Spanien gebracht. Dort wurde zum ersten Mal im 9. Jahrhundert von ihm berichtet. In Spanien wandelte sich der Name zu „espinaca“. In Mitteleuropa erwähnte ihn im 13. Jahrhundert erstmals Albertus Magnus: „Er übertrifft die Melde, besitzt borretschähnliche Blätter, wegerichähnliche Blüten und stachelige Früchte.“ Im Mainzer Hortus Sanitatis von 1485 wird er als Heilpflanze beschrieben. Der Botaniker Leonhart Fuchs nannte ihn 1543 in seinem Kräuterbuch „Spinachia“ und schrieb: „Spinat oder Spinet würdt auch Beynetsch genent … auf arabisch Hispanach … als Hispanachkraut, vielleicht darumb, das er aus Hispania erstlich in ander nation ist gebracht worden … Sie hielft bei Verdauungsstörungen und wird auch äußerlich verwendet.“ Zu dieser Zeit war Spinat bereits weit verbreitet und verdrängte als Gemüse zusehends die im Mittelalter beliebte, verwandte Gartenmelde.
Heute wird Echter Spinat weltweit, mit Ausnahme der Tropen, als Gemüsepflanze angebaut, in Europa vor allem in Italien, Frankreich und Deutschland.

## Trivialname
Der deutsche Trivialname Spinat (mittelhochdeutsch spināt) stammt von persisch اسپناج ispanādsch, اسپاناخ ispānāch über arabisch اسفناج isfinādsch, اسفاناخ isfānāch und spanisch espinaca.

## Nutzung

### Nahrungspflanze

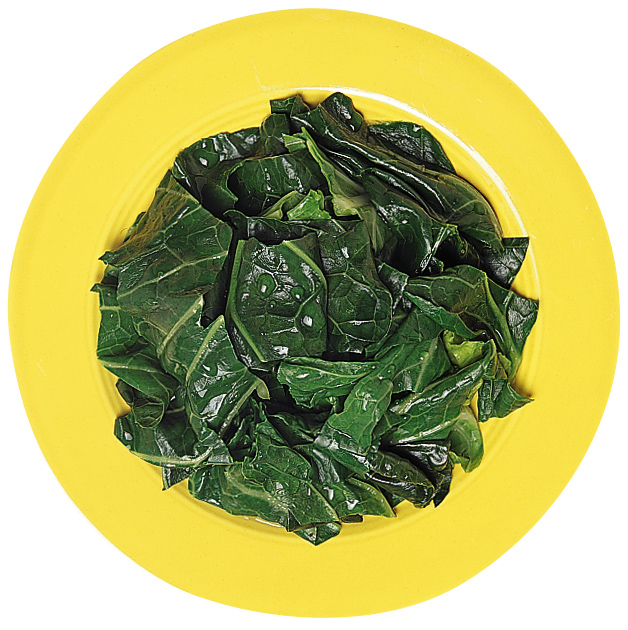
Blattspinat, gekocht

Echter Spinat (Spinacia oleracea) ist eine geschätzte Nahrungspflanze. Junge Blätter können roh als Salatzutat verwendet werden. Häufiger werden die Blätter gekocht als Gemüse verzehrt.
Um sowohl den leicht metallisch-bitteren, etwas adstringierenden Geschmack zu mildern, als auch den Nitratgehalt zu verringern (um 40–70 %), kann Spinat vor der weiteren Zubereitung blanchiert werden. Beim Blanchieren bleibt ein Großteil des wasserlöslichen Nitrats im Kochwasser zurück, allerdings geht dadurch auch ein Teil der anderen Inhaltsstoffe verloren. Tiefkühlspinat wird üblicherweise kurz nach der Ernte blanchiert.
Die Blanchierzeit von Spinat unterscheidet sich in verschiedenen Ländern: In der koreanischen und der japanischen Küche sind 20 Sekunden üblich, während in der französischen Küche fünf Minuten bevorzugt werden.
In der deutschen Küche wird pürierter Spinat traditionell in Begleitung von Eiern (als Spiegelei oder Verlorenes Ei) und Kartoffeln, in Schwaben mit Spätzle, oder auch als Spinatsuppe serviert. Der jährliche Pro-Kopf-Verbrauch von Spinat liegt in Deutschland bei etwa 800 Gramm.
Auch die Samen sind roh oder gekocht essbar. Gekeimte Samen können als Sprossen Salaten zugefügt werden.

#### Lagerung
Spinat sollte nicht zu lange (etwa eine ganze Woche) bei Raumtemperatur gelagert werden. Zur längeren Lagerung wird kurzes Blanchieren, Abschrecken in Eiswasser und anschließendes Einfrieren empfohlen. Dann kann er bis zu 10 Monate gelagert werden.

#### Verzehrempfehlungen
Bei rohem und insbesondere bei gekochtem Spinat (wie auch bei vielen anderen Gemüsen) wird das enthaltene Nitrat, das selbst ungiftig ist, langfristig bakteriell zu Nitrit umgewandelt. Nitrit beeinträchtigt akut den Sauerstofftransport im Körper. Relevante Mengen sind aufgrund des geringeren Körpergewichts nur bei Kindern vorstellbar. Aufwärmen an sich ist jedoch unbedenklich. Bei Anwesenheit entsprechender Aminosäuren und unter Hitzeeinwirkung können aus Nitrit krebserregende Nitrosamine entstehen. Es wird vom gleichzeitigen Verzehr zusammen mit Fischprodukten abgeraten, da in diesen die entsprechenden für die Nitrosamin-Bildung notwendigen Aminosäuren in größerem Maße vorhanden sind. Dennoch sind die entstehenden Mengen nicht mit anderen einschlägigen Quellen wie Grillgut, Pökelwaren oder Brot mit sehr dunkler Kruste vergleichbar.

### Heilpflanze

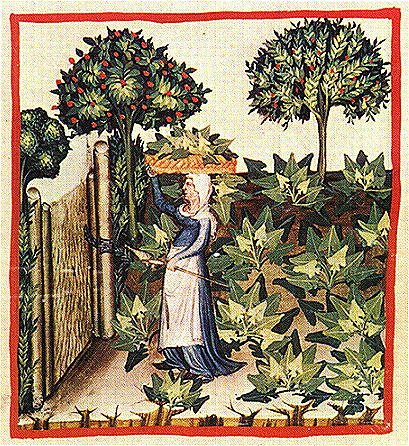
Spinat als Heilpflanze in Tacuinum sanitatis

Spinat wird oder wurde als Heilpflanze verwendet. Die Pflanze ist ein Mittel gegen Blähungen (Karminativum), die Samen gelten als Abführmittel (Laxativum). In Experimenten wurden hypoglykämische Eigenschaften nachgewiesen.
Spinat diente auch zur Behandlung von Nierensteinen. Die Blätter wurden als fiebersenkendes Mittel (Antipyretikum), bei Entzündungen der Lunge und des Darms verwendet. Die Samen wurden bei der Behandlung von Atmungsproblemen, Leberentzündung und Gelbsucht eingesetzt.

### Farbstoffpflanze
Spinat wird zum Grünfärben anderer Lebensmittel wie Nudeln verwendet. Dazu wird er zuerst zu Spinatmatte verarbeitet.
Aus den Blättern wird Chlorophyll gewonnen, das als grüner Lebensmittelfarbstoff eingesetzt wird
oder Mundwässern und geruchsbindenden Produkten zugegeben wird.

## Anbau

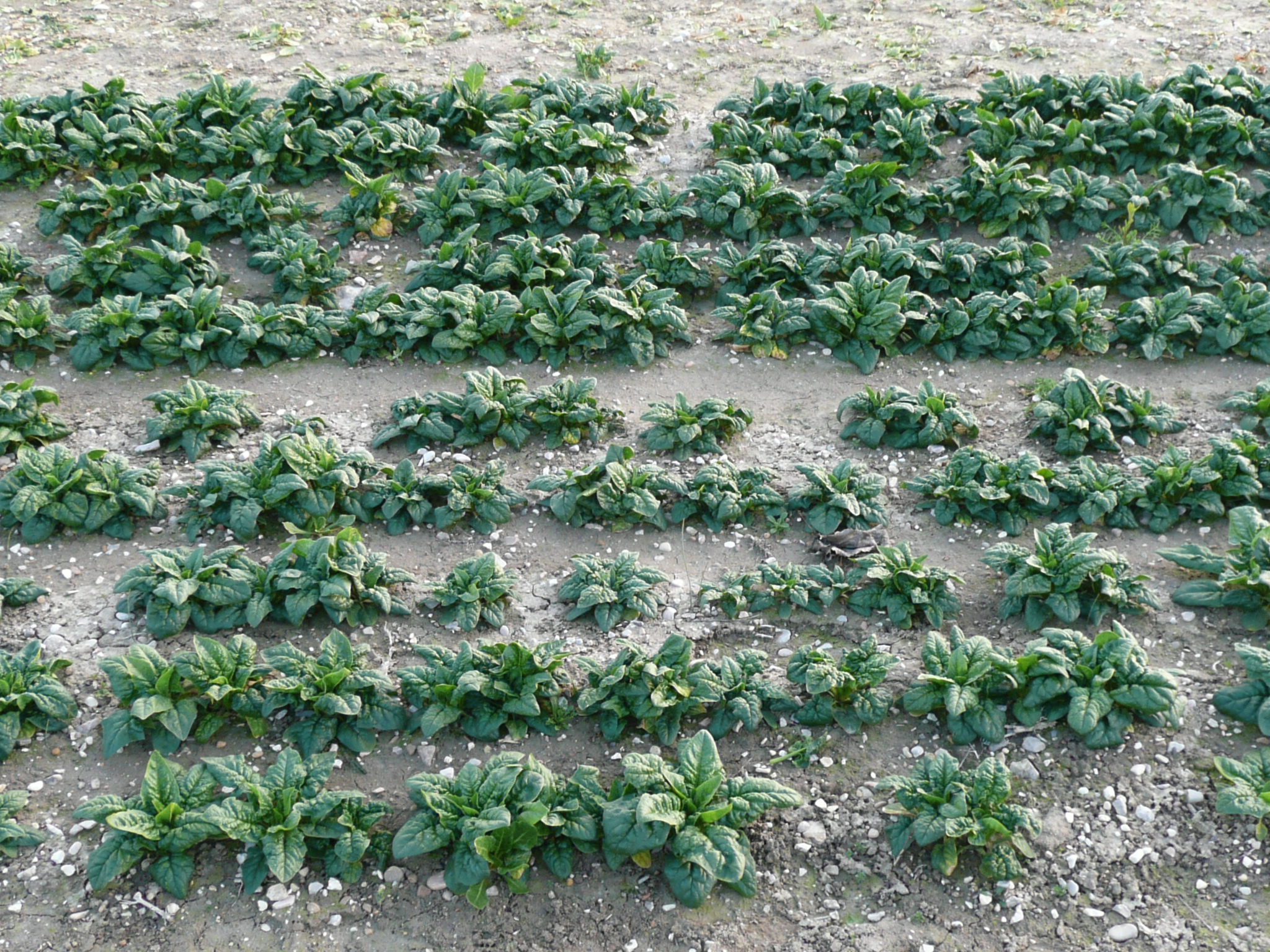
Spinatfeld in Italien

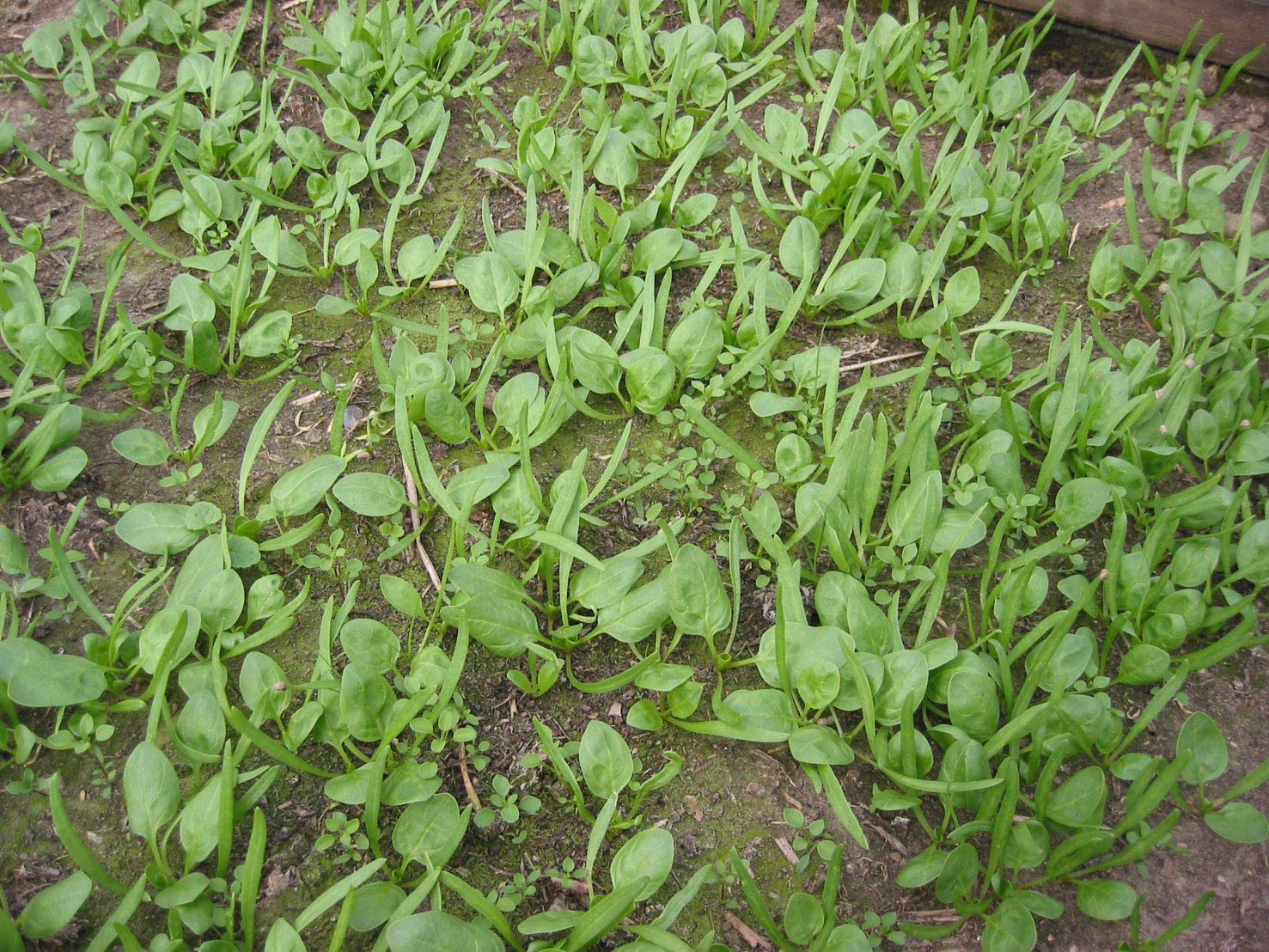
Anbau im Glashaus, junger Spinat

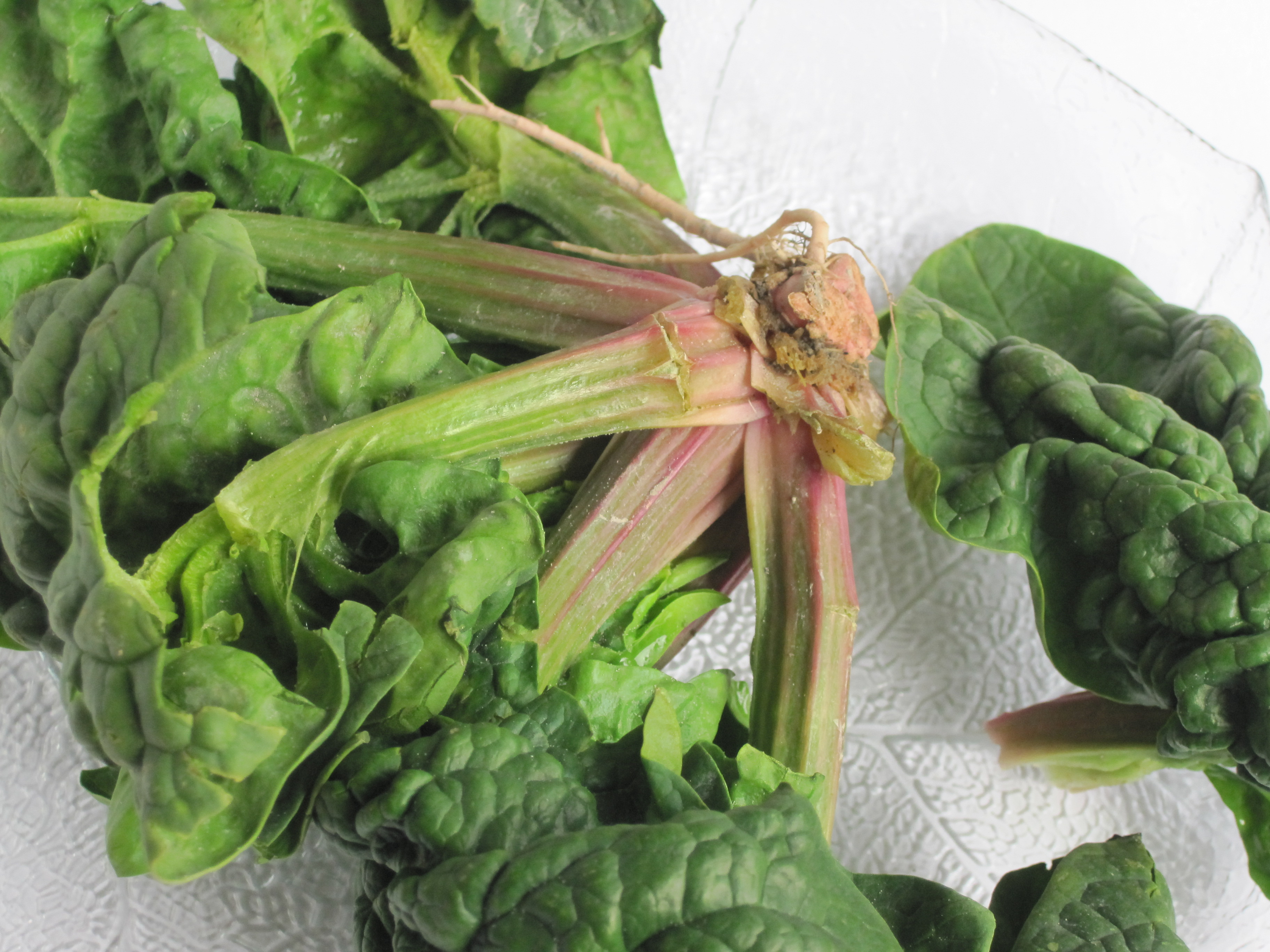
Wurzelspinat vor der Verarbeitung in der Küche

Im Jahr 2020 wurden in Deutschland 83.470 t Spinat produziert, in der Schweiz 15.963 t und in Österreich 13.210 t.
Die Anbaufläche in Deutschland umfasste 3970 ha, in Österreich 640 ha und in der Schweiz 1018 ha (Stand 2019).

### Aussaat und Ernte
Spinatpflanzen werden so gesät und geerntet, dass sie nur Kurztagsbedingungen erhalten, was die Ausbildung der Blattrosetten fördert und die Blütenbildung verringert. Für die Ernte im Spätherbst und Winter erfolgt die Aussaat im August, für die Frühjahrsernte im September oder ab Mitte März bei offenem Boden. Bei Kahlfrösten sind die Pflanzen abzudecken. Sie haben einen mittleren Nährstoffbedarf, es sollte nicht mit frischem Stallmist gedüngt werden. Überhöhte Stickstoffdüngung führt zu starker Nitratanreicherung in den Pflanzen.

### Weltproduktion
2022 wurden laut der Ernährungs- und Landwirtschaftsorganisation FAO weltweit 33.116.288 t Spinat geerntet.
Folgende Tabelle gibt eine Übersicht über die fünf größten Produzenten von Spinat weltweit, die insgesamt 97,4 % der Erntemenge produzierten. China allein erntete 92,6 % der Gesamternte.
| Rang | Land                | Menge (in t) |
| ---- | ------------------- | ------------ |
| 1    | Volksrepublik China | 30.651.759   |
| 2    | Vereinigte Staaten  | 382.356      |
| 3    | Türkei              | 230.071      |
| 4    | Japan               | 208.411      |
| 5    | Indonesien          | 170.821      |
| 6    | Kenia               | 157.368      |
| 7    | Belgien             | 131.950      |
| 8    | Frankreich          | 113.650      |
| 9    | Iran                | 104.237      |
| 10   | Italien             | 96.870       |
|      | Top Ten             | 32.247.493   |
|      | restliche Länder    | 868.795      |

### Handelsware
Je nach Aussaattermin unterscheidet man zwischen dem zarten Frühlings- und Sommerspinat (Ernte von März bis Mai), der auch als Salat gegessen werden kann, und dem kräftigeren, langstieligen Herbst- und Winterspinat (Ernte von September bis November), der immer gekocht wird.
Im Handel wird Wurzelspinat (frisch mit Wurzeln), Blattspinat und Rahmspinat angeboten. Ein Großteil der Spinaternte wird von der Lebensmittelindustrie tiefgekühlt in den Handel gebracht.

## Inhaltsstoffe
Spinat hat einen hohen Gehalt an Mineralien, Vitaminen (β-Carotin, auch Pro-Vitamin A genannt, Vitamine der B-Gruppe, Vitamin C) und Eiweiß. Er besitzt zwar innerhalb der Gemüsearten einen hohen Gehalt an Eisen (3,5 Milligramm in 100 Gramm frischem Spinat), den bis heute noch gelegentlich behaupteten, außergewöhnlich hohen Eisenanteil besitzt Spinat jedoch nicht. Des Weiteren enthält Spinat Oxalsäure und reichert überdurchschnittlich viele Nitrate aus dem Boden an, besonders wenn er nicht im Freiland gezogen wird. Spinat enthält – wie alle photosynthetisch aktiven Grünpflanzen – das Protein Ribulose-1,5-bisphosphat-carboxylase/-oxygenase (RuBisCo), das bei der Verdauung teilweise in das Opioidpeptid Rubiscolin abgebaut wird.

### Inhaltsstoffe des Spinats

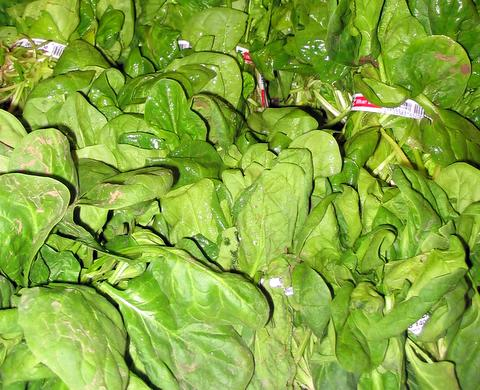
Verpackter Blattspinat

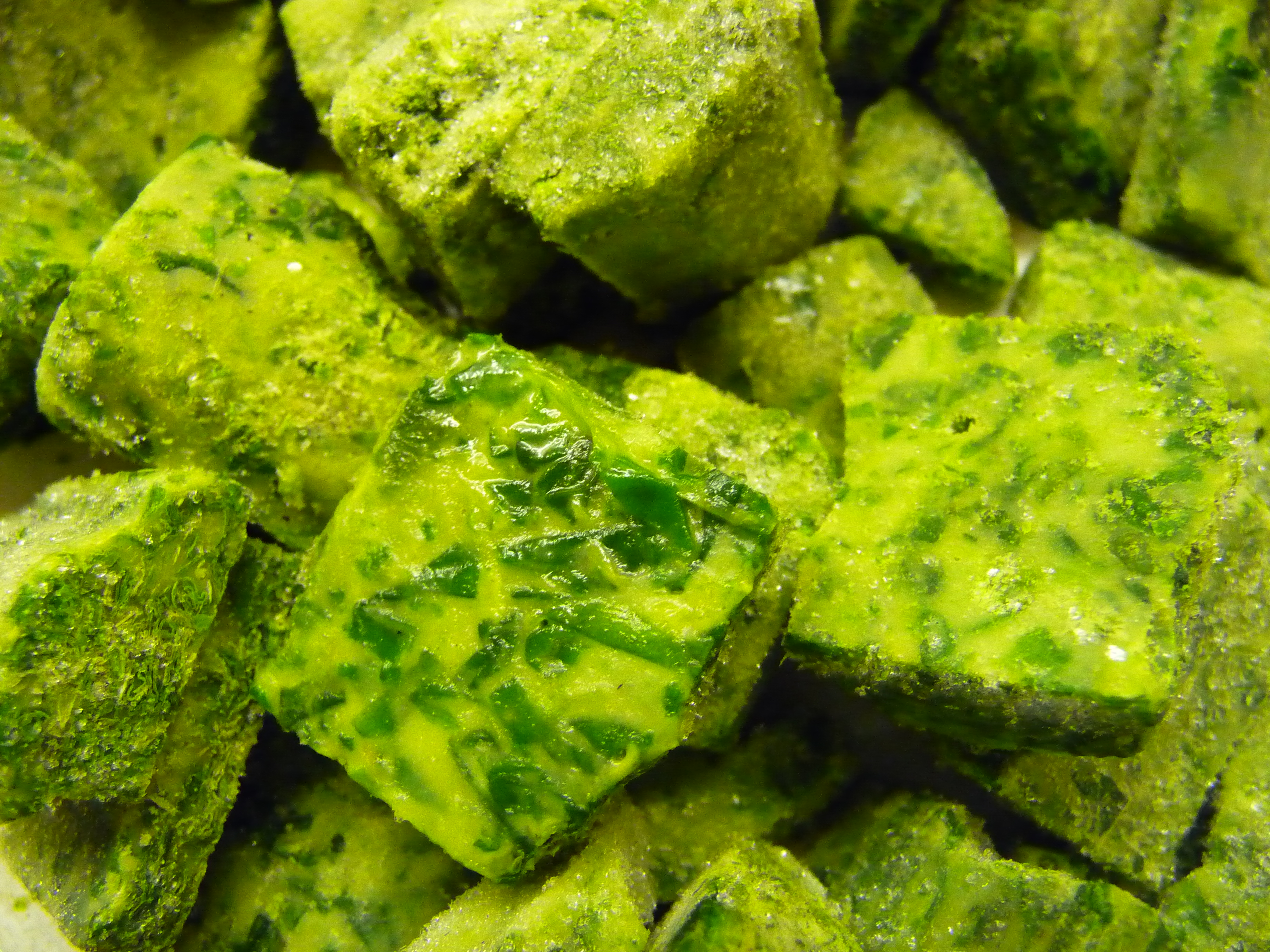
Portionierter Tiefkühlspinat (Rahmspinat)

Die Zusammensetzung von Spinat schwankt naturgemäß, sowohl in Abhängigkeit von den Umweltbedingungen (Boden, Klima) als auch von der Anbautechnik (Düngung, Pflanzenschutz).
Angaben je 100 g essbarem Anteil von ungekochtem Spinat (Abfall: 15 %):
| Bestandteile    |        |
| --------------- | ------ |
| Wasser          | 91,5 g |
| Eiweiß          | 2,6 g  |
| Fett            | 0,3 g  |
| Kohlenhydrate 1 | 0,6 g  |
| Ballaststoffe   | 2,6 g  |
| Mineralstoffe   | 1,7 g  |

| Mineralstoffe |         |
| ------------- | ------- |
| Natrium       | 70 mg   |
| Kalium        | 555 mg  |
| Magnesium     | 60 mg   |
| Calcium       | 115 mg  |
| Mangan        | 645 µg  |
| Eisen         | 3800 µg |
| Kupfer        | 95 µg   |
| Zink          | 600 µg  |
| Phosphor      | 45 mg   |
| Selen         | 1 µg    |

| Vitamine               |        |
| ---------------------- | ------ |
| Vitamin A              | 795 µg |
| Thiamin (Vit. B1)      | 90 µg  |
| Riboflavin (Vit. B2)   | 200 µg |
| Nicotinsäure (Vit. B3) | 620 µg |
| Vitamin B6             | 220 µg |
| Vitamin C              | 50 mg  |
| Folsäure               | 145 µg |

| Aminosäuren  |        |
| ------------ | ------ |
| Tryptophan   | 40 mg  |
| Threonin     | 110 mg |
| Isoleucin    | 120 mg |
| Leucin       | 190 mg |
| Lysin        | 160 mg |
| Methionin    | 45 mg  |
| Valin        | 140 mg |
| Phenylalanin | 110 mg |
| Tyrosin      | 80 mg  |
| Arginin 2    | 130 mg |
| Histidin 2   | 55 mg  |

1 mg = 1000 µg

Brennwert 67 kJ, 16 kcal

### Die Legende vom hohen Eisengehalt
Spezielle Berühmtheit erlangte Spinat mit dem Comic-Helden Popeye, der durch den Konsum von Dosenspinat übermenschliche Kräfte erwirbt.
Die falsche Annahme eines außergewöhnlich hohen Eisengehalts von Spinat geht auf die Nicht-Berücksichtigung des Unterschieds zwischen getrocknetem und frischem Spinat zurück.
Die Legende hat ihren Ursprung vermutlich in dem Werk des Basler Wissenschaftlers Gustav von Bunge. Von Bunge hatte 1890 den Eisengehalt von 100 Gramm getrocknetem Spinat korrekt mit 35 Milligramm beziffert. Das Ergebnis wurde anschließend auf frischen Spinat übertragen, obwohl dieser aufgrund des hohen Wassergehalts nur rund ein Zehntel an Eisen je 100 Gramm enthält. Mit dem unentdeckten Missverständnis wurde jahrzehntelang die Mär vom eisenreichen Spinat verbreitet, befördert durch zahlreiche Ratgeber und auch Figuren wie dem Spinat essenden Seemann Popeye. Die unkritisch übernommene These war auch in der Ärzteschaft jahrzehntelang weit verbreitet.
Gemäß einer anderen Darstellung hätte man sich vor etwa hundert Jahren in einer Nährwerttabelle um eine Kommastelle vertan. Damit sei dem Spinat eine zehnfach höhere Eisenmenge zugesprochen worden, als er tatsächlich hat. Dieser Kommafehler sei seitdem tradiert worden. Diese Behauptung hatte unter anderem der britische Krebsspezialist T. J. Hamblin 1982 in einem Artikel im British Medical Journal aufgestellt, konnte aber keinen Beleg dafür beibringen. Im Jahr 2010 schrieb T.J. Hamblin selbst, dass die Erklärung mit dem fehlplatzierten Komma höchstwahrscheinlich falsch ist.

### Gehalt an Ecdystereoiden
Laut einer Studie der Freien Universität Berlin von 2019 kann ein im Spinat enthaltenes Ecdysteroid, das Ecdysteron, eine Wirkung entfalten, die zu Kraftzuwachs und Leistungssteigerung führt. Sportlern, denen während eines zehnwöchigen Krafttrainings diese Substanz in konzentrierter Form – allerdings in erheblich höher konzentrierter Form als in der Spinatpflanze – verabreicht wurde, zeigten einen deutlich höheren Kraftzuwachs als die Kontrollgruppe. Der internationalen Welt-Anti-Doping-Agentur (WADA) wurde daher empfohlen, die Substanz auf die Dopingliste zu setzen.